# Kostel svatého Jana Evangelisty (Dlouhá Lhota)
Kostel svatého Jana Evangelisty je gotická sakrální stavba, původně kaple ve stejném architektonickém slohu, vybudovaná v polovině 14. století v Dlouhé Lhotě v okrese Příbram. V 16. století byl rozšířen a v roce 1897 byl radikálně upraven. V kostele se nachází znakové náhrobníky z let 1545 a 1673. Poslední oprava proběhla v roce 1991 a v roce 1993 byl vykraden. Momentálně spadá pod správu farnosti Dobříš. Nejstarší částí kostela byl boční skládací křídlový gotický oltář z konce 14. století, který je nyní nahrazen replikou. V kostele jsou také varhany z roku 1890 a zvon na věži je z roku 1994.